# Zopfia
Zopfia is een geslacht van schimmels uit de familie Zopfiaceae. De typesoort is Zopfia rhizophila.

## Soorten
Volgens Index Fungorum telt het geslacht zes soorten (peildatum april 2022):
| Soortnaam             | Auteur(s)                                      | Publicatiejaar |
| --------------------- | ---------------------------------------------- | -------------- |
| Zopfia albiziae       | M.L. Farr                                      | 1964           |
| Zopfia caricis-firmae | Nograsek                                       | 1990           |
| Zopfia pakistanica    | Matsush.                                       | 1995           |
| Zopfia rhizophila     | Rabenh.                                        | 1874           |
| Zopfia rosatii        | Segretain & Destombes ex D. Hawksw. & C. Booth | 1974           |
| Zopfia saitoi         | Minoura & T. Muroi                             | 1978           |